# 费尔南多·贝朗德·特里
費南多·貝朗德·泰瑞（Fernando Belaúnde Terry，1912年10月7日—2002年7月4日）秘鲁政治家、建筑师，曾經出任兩任秘魯總統（1963年—1968年，以及1980年—1985年）。以致力于民主改革及其亲美的立场著称。在1968年軍事政變中倒台，經過12年的軍事統治後，他在1980年再度當選。在他的兩段任期裡，經濟的動蕩和游擊隊活動的增加帶來秘魯武裝部隊和反抗份子雙方侵犯人權。儘管如此，他以個人的誠實正直和全力投入推動秘魯民主化，受到尊重和贊揚。

## 早年
貝朗德出生在利馬一個西班牙後裔（土生西班牙人）的中上階層家庭，在4個小孩中排行第2。在奧古斯托·莱基亚·萨尔塞多（Augusto B. Leguíay y Salcedo）的獨裁統治期間，對其父拉斐爾（Rafael）和伯叔維克多·安得列斯·貝朗德（Víctor Andrés Belaúnde）政治活動（從政）的迫害使得全家人在1924年搬到法國，費爾南多在那裡上中學並接受工程的大學預科教育。
從1930年到1935年,貝朗德在美國讀建築學，他先就讀邁阿密大學（他父親也在那裡教書），而在1935年轉到德州奧斯汀大學（University of Texas at Austin）在那裡他得到學位成為建築師。他不久搬到墨西哥做了1段短時間的建築師，1936年就回到秘魯開始他設計私人房間的開業建築師專業生涯，创办了建筑杂志《秘鲁建筑师》。

## 政治生涯

### 貝朗德和「Acción Popular」（人民行動黨）
在其父任秘鲁总理时，貝朗德于1945—1948年任众议院议员。在1948年军事政变推翻布斯塔曼特政府后，他重又担任国立工程大学建筑学院院长。协助建立全国民主阵线，作为它的代表于1945—1948年任利马议会议员。1956年恢复自由选举后，该党改名“人民行动党”（APRA）。

### 首個任期（1963—1968）
在1963年6月的选举中，貝朗德获得40%的选票，当选总统，组成改良主义的联合政府。其土地改革计划和兴修公路开发亚马孙河流域新拓居地取得进展，但其国内政策的其余部分，由于反对党控制国会多数而大多受挫。他的政府力求维护与美国的密切关系，支持美国的“争取进步联盟”计划。公众对与美国国际石油公司就开发秘鲁北部油田达成协议提出强烈抗议，导致军人执政团于1968年10月将他废黜，他逃往美国。1970年12月回到秘鲁，1971年1月再次被放逐，直至1976年1月回国。

### 流亡及回歸民主
他的繼任人胡安·貝拉斯科·阿爾瓦拉多將軍在數日後宣佈軍方已接管La Brea及Pariñas油田，貝朗德被流放到阿根廷。
由於無力繼續控制國家，費朗西斯科·莫拉萊斯·貝穆德斯政府承諾在1980年舉行新選舉，貝朗德因此獲准回國及再次參選總統。在大多數選民的支持下，加上人民行动党的派系分裂，貝朗德在1980年5月总统选举中，击败了其他14位候选人，再次上台執政。他以上一年頒佈的新憲法（取代被暫停效力的1933年憲法）開始其第二個任期。

### 第二任期（1980—1985）
貝朗德上任後首先做的一件事是把幾份報章歸還給原來的擁有人，這使言論自由再次成為秘魯政治的一個重要部份。慢慢地他嘗試消除由貝拉斯科開始的「農業改革」中一些最深的影響，及扭轉貝拉斯科的軍政府對美國所持的獨立立場。

## 晚年
1985年全國大選期間，由于对他的紧缩措施的不满，以及他在同恐怖分子的斗争中没有能够控制军队，貝朗德的政黨「人民行動黨」（Acción Popular）輸給阿普拉黨（APRA）候選人阿蘭·加西亞，然而，按1979年憲法的安排，他轉往秘魯參議院任「終身參議員」（Senador Vitalicio），是項給前總統的特權在1993年憲法遭廢除。
他是个多产作家，是《为秘鲁人征服秘鲁》（1959年）的作者。2002年，貝朗德89歲時在利馬去世。

## 外部連結
- 秘魯建築師（El Arquitecto Peruano ）-貝朗德創辦的刊物 （页面存档备份，存于） (西班牙文和英文)